# Throwing It All Away
«Throwing It All Away» es la séptima canción del álbum Invisible Touch del grupo británico Genesis. En Estados Unidos fue lanzado como el segundo sencillo del álbum en agosto de 1986 y en el Reino Unido como el último sencillo en junio de 1987.
Alcanzó el número 4 en el Billboard Hot 100 en octubre de 1986, así como el número 1 en las listas Adult Contemporary y Mainstream Rock Tracks de Billboard. En Reino Unido llegó al puesto 22 de la UK Singles Chart.
El sencillo en los Estados Unidos incluía la canción instrumental "Do the Neurotic" en el lado B,mientras que la edición inglesa incluía "I'd Rather Be You". Estas dos canciones son de las sesiones de grabación de "Invisible Touch", aunque no formaron parte del álbum ("Do the Neurotic" fue el lad0 B del sencillo "In Too Deep" en el Reino Unido).

## Versiones en vivo
"Throwing It All Away" fue interpretada en las giras de Invisible Touch, We Can't Dance y Turn It On Again 2007, aunque en esta última se le bajó una nota para compensar la voz de Phil Collins con el paso de los años. También fue interpretada durante la gira de Calling All Stations, cuando fue cantada por Ray Wilson y en los conciertos como solista de Collins a fines de los 90.

## Vídeo musical
Un video musical para la canción fue compuesto por imágenes de prueba de sonido y tomas de la banda viajando durante su gira Invisible Touch Tour por América del Norte, gran parte de la cual fue filmada por Collins en su Sony Handycam de 1985, filmada principalmente en Toronto (Exhibition Stadium) y Detroit (Joe Louis Arena). Aparece en su DVD The Video Show.

## Lista de canciones

#### 7": Virgin / GENS 5 (Reino Unido)[3]
1. "Throwing It All Away" - 3:41
2. "I'd Rather Be You"

#### 7": Atlantic / 7-89372 (Estados Unidos)[2]
1. "Throwing It All Away" - 3:41
2. "Do The Neurotic" (Editada) - 5:21

#### 12": Virgin / GENS 5-12 (Reino Unido)[8]
1. "Throwing It All Away" (En vivo)
2. "I'd Rather Be You"
3. "Invisible Touch" (En vivo)

- Las grabaciones en vivo son de The Forum, Los Ángeles

## Posicionamiento en listas
| Listas (1986)                       | Máxima posición |
| ----------------------------------- | --------------- |
| Canadá (RPM Top Singles)            | 12              |
| Estados Unidos (Billboard Hot 100)  | 4               |
| Estados Unidos (Adult Contemporary) | 1               |
| Estados Unidos (Mainstream Rock)    | 1               |
| Irlanda (IRMA)                      | 24              |
| Países Bajos (Mega Single Top 100)  | 37              |
| Países Bajos (Dutch Top 40)         | 3               |
| Reino Unido (UK Singles Chart)      | 22              |

## Historial de lanzamientos
| País           | Fecha               |
| -------------- | ------------------- |
| Estados Unidos | 8 de agosto de 1986 |
| Reino Unido    | 8 de junio de 1987  |

## Personal
- Phil Collins- voz, batería, percusión
- Tony Banks - teclados
- Mike Rutherford - guitarra eléctrica, bajo